# Albert II (comte de Thurgovie)
Pour les articles homonymes, voir Albert II.
 (août 2011).
Si vous disposez d'ouvrages ou d'articles de référence ou si vous connaissez des sites web de qualité traitant du thème abordé ici, merci de compléter l'article en donnant les références utiles à sa vérifiabilité et en les liant à la section « Notes et références ».
Albert II (ou encore Adalbert II, comte de Thurgau), né vers 835 et mort vers 894, était comte de Thurgovie, comte de Rhétie et comte de Souabe. Fils d'Adalbert Ier de Thurgovie (815 - 846), il épouse Judith de Frioul, fille d'Évrard de Frioul et de Gisèle (fille de Louis le Pieux), avant 867. 
Il est l'ascendant direct du roi du Royaume-Uni Charles III et du roi des Belges Philippe.
On lui connaît quatre enfants :
- Burchard Ier de Souabe (855 † 911) ;
- Adalbert III († 911, exécuté comme son frère aîné Burchard sur ordre de Conrad Ier) ;
- Eberhard (867 † 899), comte en Zürichgau par mariage, marié en 889 à Gisèle de Zürichgau (870 † 911), fille d'un seigneur de Vérone, dont un fils mort sans descendance et une fille, Reginlinde (885 † 958), mariée une première fois à son cousin germain Burchard II de Souabe, puis, à sa mort en 924, à son successeur, Hermann Ier de Souabe ;
- Teutberge (880 † 924), mariée à Hucbald II d'Ostrevent.

## Source
- (de) « Adalbert II. der Erlauchte », sur manfred-hiebl.de.